# リーワード諸島 (西インド諸島)

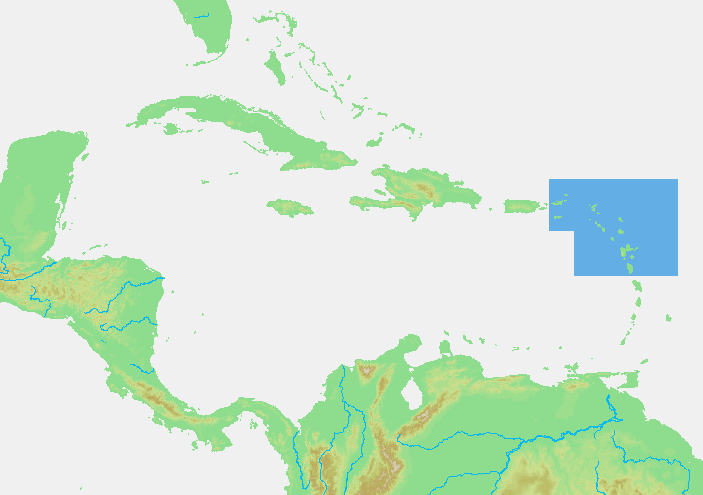
リーワード諸島の位置。

リーワード諸島（リーワードしょとう、英: Leeward Islands）は、カリブ海の小アンティル諸島北部、プエルトリコの東側からドミニカ島にかけて、西北から東南方向に連なる小規模な島々を指す。西インド諸島の一部にあたり、南はウィンドワード諸島につながる。

## 名称と範囲

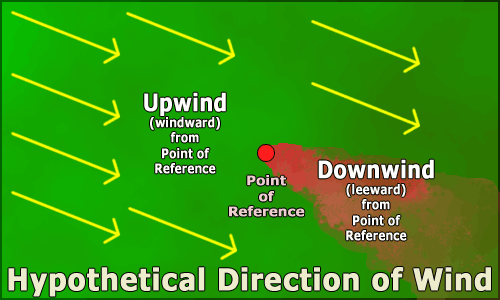
leeward と windward

### 英語圏における「リーワード諸島」
英語のリーワード（leeward）は「風下」を意味し、「リーワード諸島」は「風下の島々」にあたる。対義語は「風上」を意味するウィンドワード（windward）であり、これに対応したウィンドワード諸島と対になっている（風上と風下参照）。リーワード諸島は、この海域で東から西へと吹く貿易風の風下側にあたることから命名された。

### 英語以外の諸言語における「風下の島々」
ドイツ語・スペイン語・フランス語・オランダ語などのヨーロッパ諸言語（以下、「英語以外の諸言語」）においても、小アンティル諸島について「風上の島々」「風下の島々」と二分して呼ぶ名称がある。しかし、英語と英語以外の諸言語では、「風上の島々」「風下の島々」の呼称が指す範囲が異なるので注意が必要である。
本項「リーワード諸島」（英語における「風下の島々」）は、英語以外の諸言語では「風上の島々」に含まれる。英語以外の諸言語で本項の島々を指す場合には、英語のまま Leeward Islands と呼称される。ただし、英称「リーワード諸島」に含まれるシント・マールテン島を拠点とする航空会社は「ウィンドワード・アイランズ航空」 (Windward Islands Airways) を称している。
英語以外の諸言語で「風下の島々」と呼ばれる島々は英称「ウィンドワード諸島」の一部にあたる。これらベネズエラ沖の島々を指す名称として、「風下」を英語で Leeward と訳した「リーワード・アンティル諸島」がある。
| 言語     | 風上（windward）の島々                                                                              | 風下（leeward）の島々                                                                                      |
| -------- | --------------------------------------------------------------------------------------------------- | --- |
| 英語     | - 英: Windward Islands                                                                              | - 英: Leeward Islands                                                                                      |
| 英語以外 | - 独: Inseln über dem Winde - 西: Islas de Barlovento - 仏: Îles du Vent - 蘭: Bovenwindse Eilanden | - 独: Inseln unter dem Winde - 西: Islas de Sotavento - 仏: Îles sous le vent - 蘭: Benedenwindse Eilanden |

## 歴史
リーワード諸島の先住民族は、カリブ族やタイノ族である。末裔はいくつかの島々で現在も暮らしている。
リーワード諸島は1493年、コロンブスの第2回航海によって「発見」された。現在に続く地名はこのときに命名されたものである。

## リーワード諸島の島々

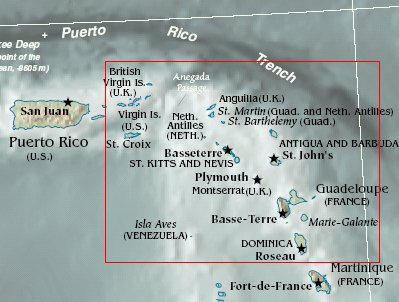
リーワード諸島の島々

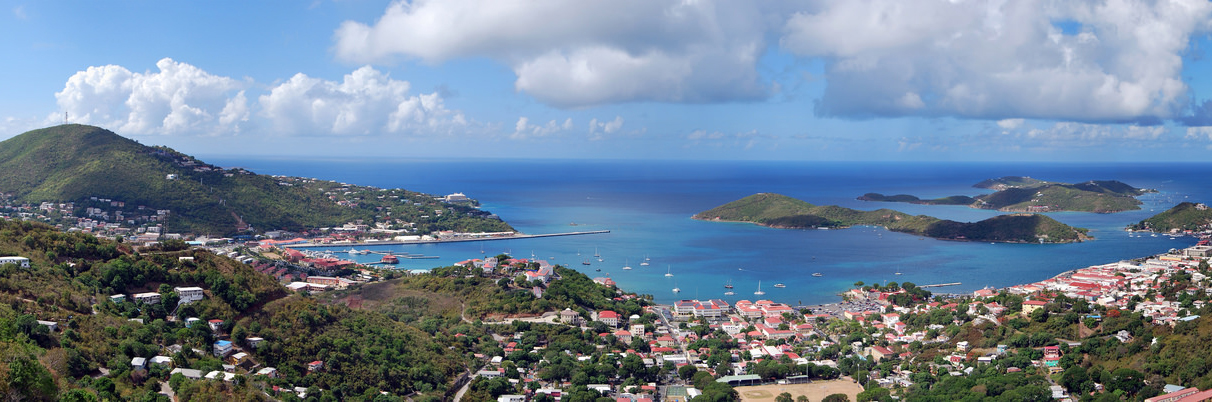
シャーロット・アマリー（アメリカ領ヴァージン諸島）

おおむね西北から東南方向へ配列している。グアドループ島やドミニカ島については「リーワード諸島」に含まず「ウィンドワード諸島」に含む場合もある。
リーワード諸島には（ドミニカ島を含めた場合）3つの独立国があり、このほか多くの島々がイギリス・フランス・オランダ・アメリカ合衆国の自治領に属している。
これらの島々の多くは火山島であり、火山活動がみられる。
| 主要な島/諸島                            | 主要な島/諸島                            | 所属国/地域                      | 所属国/地域                | 備考                  |
| ---------------------------------------- | ---------------------------------------- | -------------------------------- | -------------------------- | --------------------- |
| ヴァージン諸島                           | セント・トーマス島                       | アメリカ領ヴァージン諸島         | アメリカ合衆国自治領       |                       |
| ヴァージン諸島                           | セント・クロイ島                         | アメリカ領ヴァージン諸島         | アメリカ合衆国自治領       |                       |
| ヴァージン諸島                           | セント・ジョン島                         | アメリカ領ヴァージン諸島         | アメリカ合衆国自治領       |                       |
| ヴァージン諸島                           | トルトラ島                               | イギリス領ヴァージン諸島         | イギリス海外領土           |                       |
| ヴァージン諸島                           | ヴァージン・ゴルダ島                     | イギリス領ヴァージン諸島         | イギリス海外領土           |                       |
| ヴァージン諸島                           | アネガダ島                               | イギリス領ヴァージン諸島         | イギリス海外領土           |                       |
| ヴァージン諸島                           | ヨスト・ヴァン・ダイク島                 | イギリス領ヴァージン諸島         | イギリス海外領土           |                       |
| アンギラ島                               | アンギラ島                               | アンギラ                         | イギリス海外領土           |                       |
| セント・マーチン島                       | セント・マーチン島                       | フランス （ サン・マルタン）     | フランス海外準県           |                       |
| セント・マーチン島                       | セント・マーチン島                       | シント・マールテン               | オランダ王国構成国         | SSS諸島と総称される。 |
| サバ島                                   | サバ島                                   | オランダ                         | オランダ特別自治体         | SSS諸島と総称される。 |
| シント・ユースタティウス島               | シント・ユースタティウス島               | オランダ                         | オランダ特別自治体         | SSS諸島と総称される。 |
| サン・バルテルミー島                     | サン・バルテルミー島                     | フランス （ サン・バルテルミー） | フランス海外準県           |                       |
| セントクリストファー島（セントキッツ島） | セントクリストファー島（セントキッツ島） | セントクリストファー・ネイビス   | 独立国                     |                       |
| ネイビス島                               |                                          | セントクリストファー・ネイビス   | 独立国                     |                       |
| バーブーダ島                             | バーブーダ島                             | アンティグア・バーブーダ         | 独立国                     |                       |
| アンティグア島                           |                                          | アンティグア・バーブーダ         | 独立国                     |                       |
| レドンダ島                               |                                          | アンティグア・バーブーダ         | 独立国                     |                       |
| モントセラト島                           | モントセラト島                           | モントセラト                     | イギリス海外領土           |                       |
| グアドループ島                           | グランド・テール島                       | フランス （ グアドループ）       | フランス海外県 /海外地域圏 |                       |
| グアドループ島                           | バス・テール島                           | フランス （ グアドループ）       | フランス海外県 /海外地域圏 |                       |
| マリー・ガラント島                       |                                          | フランス （ グアドループ）       | フランス海外県 /海外地域圏 |                       |
| ラ・デジラード島                         |                                          | フランス （ グアドループ）       | フランス海外県 /海外地域圏 |                       |
| レ・サント諸島                           |                                          | フランス （ グアドループ）       | フランス海外県 /海外地域圏 |                       |
| ドミニカ島                               | ドミニカ島                               | ドミニカ国                       | 独立国                     |                       |